# Dănești (Gorj)
Dănești is een Roemeense gemeente in het district Gorj.
Dănești telt 3696 inwoners.